# Station Tassenbach
Station Tassenbach is een spoorwegstation aan de Drautalspoorlijn bij het dorp Tassenbach in de gemeente Strassen (Oostenrijk-Oost-Tirol).